# Verbeulemansing
Verbeulemansing betekent het taalkundig verknoeien of verbasteren van bepaalde woorden of uitdrukkingen door deze te vervangen door woorden van de heersende elite. De term wordt veel gebruikt in relatie met de verfransing van Brussel maar kan ook algemeen gebruikt worden.
Het woord is ontstaan naar aanleiding van het populaire en verfilmde Franstalige toneelstuk Le Mariage de Mademoiselle Beulemans (Nederlands: Het Trouwfeest van Juffrouw Beulemans of Brussels: De Traaifiest van Mademoiselle Beulemans), geschreven door Frantz Fonson en Fernand Wicheler in 1910, dat een portret schetst van het Brusselse Franstalige burgerdom met haar eigen taaltje.
In 1917 gebruikte de schrijfster Virginie Loveling het woord reeds in haar dagboek, waar ze de verbeulemansing van de stad Gent aanklaagt.

## Voorbeelden
Enkele voorbeelden van taalkundig verbasterde woorden:
- Broek wordt pantalo (pantalon )
- Hemd wordt jemies (chemise)

## Citaten
- Ria van Alboom in De verbeulemansing van Brussel :

De definitie "taalkundig verknoeien" is misschien te eng. Verbeulemansen betekent ook: zijn eigen taal en cultuur op een lompe, platte manier vervangen door de taal en de cultuur van de elite met geld en prestige.
- Maurits van Haegendoren in De Vlaamse beweging nu en morgen:

De culturele armoede, het gebrek aan eerbied voor cultuurwaarden, een gevolg van de verbeulemansing en verfransing verwekt in Brussel twee compensatiecomplexen. De Brusselaar wil doen 'alsof hij er niet om geeft'.